# Porsche Tennis Grand Prix 2025
Porsche Tennis Grand Prix 2025 a fost un turneu de tenis feminin care s-a jucat pe terenuri cu zgură, acoperite. A fost cea de-a 47-a ediție a Porsche Tennis Grand Prix și a făcut parte din turneele WTA 500 din Circuitul WTA 2025. A avut loc la Porsche Arena din Stuttgart, Germania, în perioada 14-20 aprilie 2025.

## Campioni

### Simplu
Pentru mai multe informații consultați Porsche Tennis Grand Prix 2025 – Simplu

### Dublu
Pentru mai multe informații consultați Porsche Tennis Grand Prix 2025 – Dublu

## Puncte și premii în bani

### Distribuția punctelor
| Probă  | C   | F   | SF  | QF  | Runda 2 | Runda 1 | Q   | Q2  | Q1  |
| Simplu | 500 | 325 | 195 | 108 | 32      | 1       | 25  | 13  | 1   |
| Dublu  | 500 | 325 | 195 | 108 | 1       | N/A     | N/A | N/A | N/A |

### Premii în bani
| Probă  | C         | F        | SF       | QF       | Runda 2  | Runda 1 | Q2      | Q1      |
| Simplu | 142.610 € | 87.825 € | 51.305 € | 27.040 € | 13.760 € | 9.828 € | 8.090 € | 4.860 € |
| Dublu* |           |          |          |          |          | N/A     | N/A     | N/A     |

*per echipă